# Jan Opaliński (1629–1684)
Jan Opaliński herbu Łodzia (ur. w 1629, zm. 18 lutego 1684) – wojewoda brzeskokujawski w latach 1678–1684, wojewoda kaliski w latach 1666–1678, starosta generalny Wielkopolski w latach 1678–1684, podkomorzy poznański w latach 1658-1662, starosta koniński, starosta międzyrzecki w 1665 roku.

## Życiorys
Jan Opaliński urodził się w 1629 roku jako syn Jana Piotra Opalińskiego, wojewody kaliskiego. Jego matką była Katarzyna z domu Leszczyńska, córka kanclerza wielkiego koronnego Wacława Leszczyńskiego. Jego braćmi byli biskup chełmiński Kazimierz Jan Opaliński i wojewoda łęczycki Piotr Opaliński.
Poseł sejmiku średzkiego na sejm koronacyjny 1649 roku, sejm zwyczajny 1652 roku, sejm zwyczajny 1654 roku, sejm 1662 roku.
Od młodości pełnił liczne urzędy: w 1652 roku był marszałkiem sejmiku średzkiego, a w 1658 roku król mianował go podkomorzym poznańskim. Dowodził chorągwią pancerną wojsk koronnych w walkach z Kozakami i Szwedami. W 1661 roku został komisarzem do ustalenia granic między Wielkopolską, Śląskiem, Brandenburgią i Pomorzem, a w 1662 sejm wybrał go komisarzem do rokowań ze skonfederowanym wojskiem. W 1664 został wojewodą inowrocławskim, a już rok później w 1665 wojewodą kaliskim. Stał po stronie króla podczas rokoszu Lubomirskiego. Był członkiem konfederacji generalnej zawiązanej 5 listopada 1668 roku na sejmie konwokacyjnym. W 1672 poparł króla Michała Korybuta Wiśniowieckiego pod Gołębiem i Lublinem. Pod Gołębiem nie odegrał większej roli, jednak został wyznaczony komisarzem do otwarcia skarbu koronnego. Walczył w 1673 roku pod dowództwem Jana Sobieskiego pod Chocimiem; otrzymał w nagrodę starostwa konińskie i odolanowskie. W 1674 roku był elektorem Jana III Sobieskiego z województwa kaliskiego. W 1678 roku został starostą generalnym Wielkopolski i wojewodą brzeskokujawskim.
Znany był zarówno z męstwa jak i pobożności. Był fundatorem klasztoru Reformatów w Rawiczu oraz kościoła Świętej Trójcy w Osiecznej. Gdy jego dobra ucierpiały w wyniku wojen i dla ich odbudowy potrzebni byli nowi osadnicy, potrafił być jednak liberalny wobec innowierców. Na przykład w 1670 roku zezwolił na małżeństwa między luteranami a katolikami, przy czym jeśli zgodzili się na to oboje rodzice, dzieci mogły być chrzczone w kościele luterańskim.
Jego żoną była Zofia Teresa Przyjemska, córka Adama Olbrachta Przyjemskiego, kasztelana gnieźnieńskiego, która przeżyła męża i zmarła około 1692 roku. Jan Opaliński zmarł bezpotomnie 18 lutego 1684 roku.